# Nucleòfug
Un nucleòfug és una espècie química que surt d'un compost químic emportant-se la parella d'electrons de l'enllaç que tenia.
Per exemple, al mecanisme d'una reacció SN2, un nucleòfil ataca un compost orgànic contenint el nucleòfug i trenca l'enllaç que forma el nucleòfug amb la resta de compost. Per exemple la hidròlisi del bromometà amb l'anió hidròxid {\displaystyle {\ce {OH-}}}. L'anió hidròxid és el nucleòfil i el grup que surt, en aquest cas l'anió bromur {\displaystyle {\ce {Br-}}}, és el nucleòfug.